# جوش بيلنغز
جوش بيلنغز (بالإنجليزية: Josh Billings)‏ هو كاتب أمريكي، ولد في 21 أبريل 1818 في لينسبوروغ في الولايات المتحدة، وتوفي في 14 أكتوبر 1885 في مونتيري في الولايات المتحدة.

## وصلات خارجية
- جوش بيلنغز على موقع الموسوعة البريطانية (الإنجليزية)
- جوش بيلنغز على موقع إن إن دي بي (الإنجليزية)